# Mythos (пивоварня)
Mythos (Мифос, от греч. Μύθος — «Миф») — предприятие пищевой промышленности Греции, занятое производством и реализацией пива. Второе по объемам производства пивоваренное предприятие страны (после Athenian Brewery). Принадлежит одному из лидеров мирового рынка пива — датской корпорации Carlsberg Group.
Продукция компании реализуется на внутреннем рынке, а также экспортируется в ряд европейских стран, США, Канаду и Австралию. Компания выступает импортером и дистрибьютором на рынке Греции пива производства других международных подразделений Carlsberg Group.

## История
Компания ведет свою историю с 1968 года, когда немецкая пивоварня Henninger Brau создала в Греции дочернее предприятие Henninger Hellas SA. В течение следующих десятилетий предприятие несколько раз меняло владельцев, однако неизменно выпускало исключительно пиво иностранных торговых марок. Запуск первой внутренней пивной торговой марки Mythos состоялся в 1997 году, а через три года, в 2000 компания изменила своё название в соответствии с названием своего первого греческого пивного продукта.
В течение 2002—2006 годов продолжался процесс приобретения компании Mythos одной из ведущих британских пивоваренных корпораций Scottish & Newcastle (S & N), которая в конце концов довела свою долю собственности в греческой пивоварне до 100 %.
В 2008 году ведущие игроки мирового пивного рынка нидерландская Heineken и датская Carlsberg Group совместными усилиями приобрели корпорацию S & N и разделили между собой её активы. Пивоварня Mythos отошла в собственность Carlsberg Group.

## Ассортимент продукции

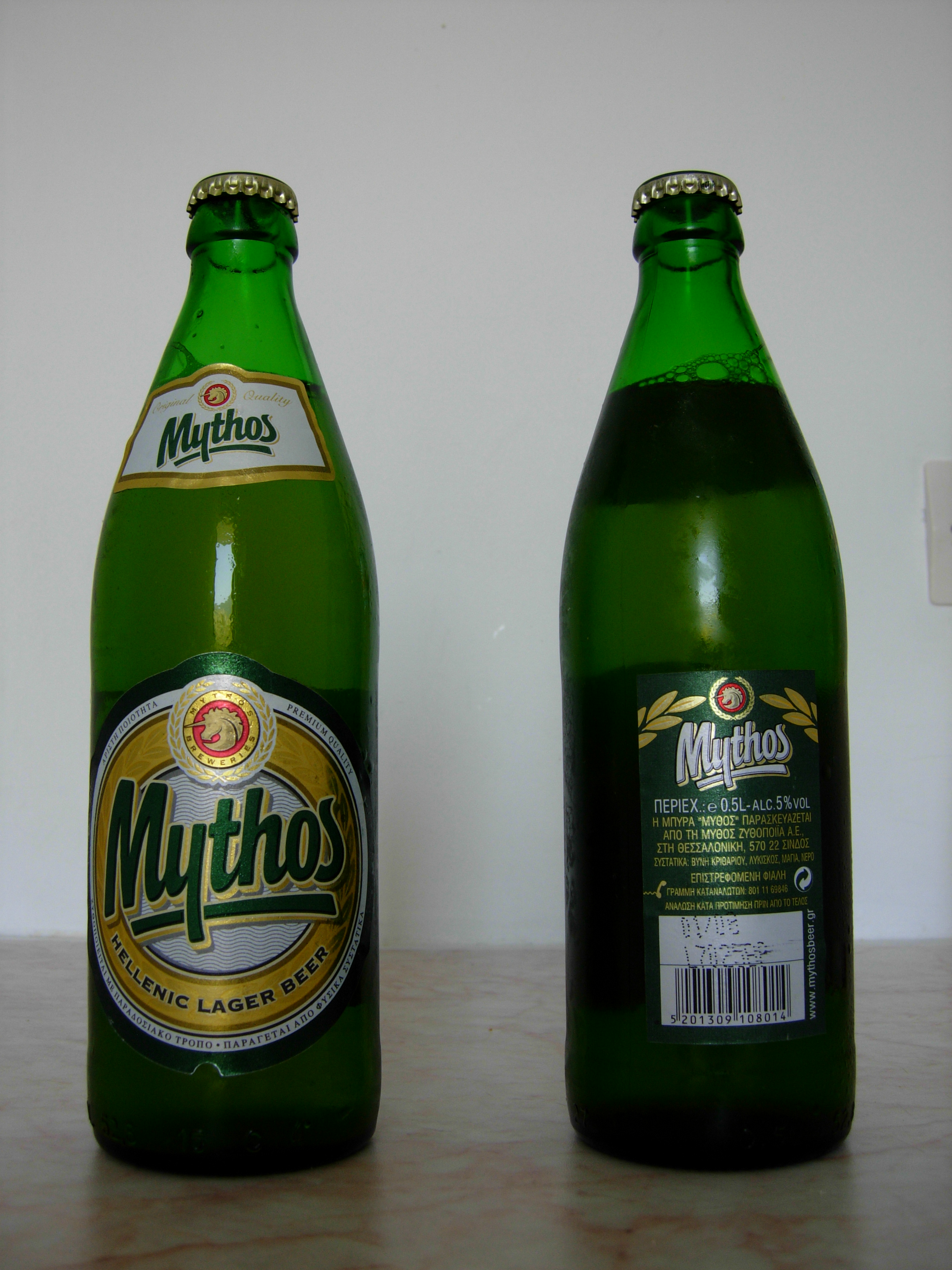
Бутылки Mythos Lager

Компания производит следующие сорта пива:
- Mythos Lager — Алк.: 4,7 %. Основной пивной бренд компании, выпускается с 1997 года.
- Mythos Red — Алк.: 5,5 %. Выпускается с 2007 года.
- Golden Lager — Алк.: 5,0 %.
- Henninger Lager — Алк.: 5,0 %.
- Kaiser Pilsner — Алк.: 5,0 %.

Помимо этого компания занимается импортом и дистрибуцией на греческом рынке импортного пива, в основном производимого предприятиями Carlsberg Group в других странах: Carlsberg Pilsner (Сербия), Kronenbourg 1664 (Франция), Grimbergen (3 сорта, Бельгия), Guinness и Kilkenny (Ирландия).